# Кривець (притока Сейму)
Кривець — річка в Росії, у Мантуровському районі Курської області. Ліва притока Сейму (басейн Дніпра).

## Опис
Довжина річки приблизно 7,8 км.

## Розташування
Бере початок на північному сході від Девятигір'я. Спочатку тече на північний схід через село Кривець, потім на північний захід через Заріченку і впадає у річку Сейм, ліву притоку Десни.